# دوغ‌آباد (مه‌ولات)
دوغ آباد نام روستایی باستانی از توابع بخش شادمهر شهرستان مه‌ولات در استان خراسان رضوی ایران است. این روستا در دهستان مه‌ولات شمالی قرار داشته و براساس سرشماری سال ۱۳۸۵جمعیت آن ۲۹۵۴نفر (۸۷۶خانوار) بوده‌است.